# Premio Pablo VI

El Premio Pablo VI es un premio creado en 1979 en recuerdo del papa Pablo VI por el Instituto Pablo VI de Brescia, Lombardía, Italia, su ciudad natal.
Este premio se otorga a las personas o instituciones 

que, con sus estudios y sus obras, han contribuido al crecimiento del sentido religioso en el mundo. El premio intenta conjugar la dimensión religiosa con la cultural, en coherencia con la memoria de Pablo VI, que sintió profundamente las inquietudes y las esperanzas del hombre contemporáneo esforzándose en conocer y comprender esas experiencias para incorporarlas al mensaje cristiano.

## Galardonados
- 1984: Hans Urs von Balthasar, teólogo católico suizo.
- 1988: Olivier Messiaen, compositor francés.
- 1994: Oscar Cullmann, teólogo luterano francés.
- 1997: Jean Vanier, canadiense, católico, fundador de las «Communautés de l'Arche» y de la asociación «Foi et lumière».
- 2003: Paul Ricœur, filósofo protestante, pensador cuya carrera ha estado marcada por el diálogo y el compromiso ecuménico.
- 2004: Casimir Swiatek, Cardenal de Minsk (Bielorrusia), 90 años, de los que 10 los pasó en un gulag.[cita requerida]